# The Greatest Hits (album Texas)
The Greatest Hits – pierwsza kompilacja zespołu Texas z największymi hitami wydany w roku 2000. Dotarł do 1 miejsca oficjalnej listy UK Albums Chart w Wielkiej Brytanii pozostając na niej przez 63 tygodnie. 20 kwietnia 2001 uzyskał status sześciokrotnej platyny przyznany przez British Phonographic Industry za sprzedaż ponad 1,9 mln egzemplarzy. The Greatest Hits okazał się bestsellerem w Wielkiej Brytanii i był 42 najlepiej sprzedającym się albumem w latach 2000. Wersja kanadyjska nosi tytuł Song Book. W brytyjskiej edycji albumu pojawiają się dwa dodatkowe utwory "Insane" i "Tired of Being Alone", które nie pojawiają się na wydaniu międzynarodowym. Wydana została także wersja japońska o niezmienionej liście utworów.

## Lista utworów
| Nr  | Tytuł utworu                                                     | Autorzy                                         | Długość |
| --- | ---------------------------------------------------------------- | ----------------------------------------------- | ------- |
| 1.  | „I Don’t Want a Lover”                                           | Spiteri / McElhone                              | 5:02    |
| 2.  | „In Demand”                                                      | Spiteri / McElhone / Austin                     | 4:25    |
| 3.  | „Say What You Want”                                              | Spiteri / McElhone                              | 3:51    |
| 4.  | „Summer Son”                                                     | Spiteri / McElhone / Campbell / Hodgens         | 4:04    |
| 5.  | „Inner Smile”                                                    | Spiteri / McElhone / Alexander / Nowels         | 3:52    |
| 6.  | „So in Love with You”                                            | Spiteri / McElhone                              | 4:19    |
| 7.  | „Black Eyed Boy”                                                 | Spiteri / McElhone / Campbell / Hodgens / Hynd  | 3:17    |
| 8.  | „So Called Friend”                                               | Spiteri / McElhone                              | 3:46    |
| 9.  | „Everyday Now”                                                   | Spiteri / McElhone / McGovern                   | 4:19    |
| 10. | „In Our Lifetime”                                                | Spiteri / McElhone                              | 4:06    |
| 11. | „Halo”                                                           | Spiteri / McElhone                              | 4:09    |
| 12. | „Guitar Song”                                                    | Spiteri / McElhone / Gainsbourg sample          | 3:56    |
| 13. | „Prayer for You”                                                 | Spiteri / McElhone                              | 4:19    |
| 14. | „When We Are Together”                                           | Spiteri / McElhone                              | 3:23    |
| 15. | „Insane”                                                         | Spiteri / McElhone                              | 4:44    |
| 16. | „Tired of Being Alone”                                           | Al Green                                        | 3:27    |
| 17. | „Put Your Arms Around Me”                                        | Spiteri / McElhone / David A. Stewart / Hodgens | 4:32    |
| 18. | „Say What You Want (All Day Every Day) (feat. Method Man & RZA)” | Spiteri / McElhone / Smith / Diggs              | 4:39    |

## Lista utworów (inne wersje)

### wersja Europe
| Nr  | Tytuł utworu                                                     | Autorzy                                        | Długość |
| --- | ---------------------------------------------------------------- | ---------------------------------------------- | ------- |
| 1.  | „I Don’t Want a Lover”                                           | Spiteri / McElhone                             | 5:02    |
| 2.  | „In Demand”                                                      | Spiteri / McElhone / Austin                    | 4:25    |
| 3.  | „Say What You Want”                                              | Spiteri / McElhone                             | 3:51    |
| 4.  | „Summer Son”                                                     | Spiteri / McElhone / Campbell / Hodgens        | 4:04    |
| 5.  | „Inner Smile”                                                    | Spiteri / McElhone / Alexander / Nowels        | 3:52    |
| 6.  | „So in Love with You”                                            | Spiteri / McElhone                             | 4:19    |
| 7.  | „Black Eyed Boy”                                                 | Spiteri / McElhone / Campbell / Hodgens / Hynd | 3:17    |
| 8.  | „So Called Friend”                                               | Spiteri / McElhone                             | 3:46    |
| 9.  | „Everyday Now”                                                   | Spiteri / McElhone / McGovern                  | 4:19    |
| 10. | „In Our Lifetime”                                                | Spiteri / McElhone                             | 4:06    |
| 11. | „Halo”                                                           | Spiteri / McElhone                             | 4:09    |
| 12. | „Guitar Song”                                                    | Spiteri / McElhone / Gainsbourg sample         | 3:56    |
| 13. | „Prayer for You”                                                 | Spiteri / McElhone                             | 4:19    |
| 14. | „When We Are Together”                                           | Spiteri / McElhone                             | 3:23    |
| 15. | „Put Your Arms Around Me”                                        | Spiteri / McElhone / Stewart / Hodgens         | 4:32    |
| 16. | „Say What You Want (All Day Every Day) (feat. Method Man & RZA)” | Spiteri / McElhone / Smith / Diggs             | 4:39    |

### limitowana wersja Deluxe
| CD 1 | CD 1                                                             | CD 1                                           | CD 1    |
| Nr   | Tytuł utworu                                                     | Autorzy                                        | Długość |
| ---- | ---------------------------------------------------------------- | ---------------------------------------------- | ------- |
| 1.   | „I Don’t Want a Lover”                                           | Spiteri / McElhone                             | 5:02    |
| 2.   | „In Demand”                                                      | Spiteri / McElhone / Austin                    | 4:25    |
| 3.   | „Say What You Want”                                              | Spiteri / McElhone                             | 3:51    |
| 4.   | „Summer Son”                                                     | Spiteri / McElhone / Campbell / Hodgens        | 4:04    |
| 5.   | „Inner Smile”                                                    | Spiteri / McElhone / Alexander / Nowels        | 3:52    |
| 6.   | „So in Love with You”                                            | Spiteri / McElhone                             | 4:19    |
| 7.   | „Black Eyed Boy”                                                 | Spiteri / McElhone / Campbell / Hodgens / Hynd | 3:17    |
| 8.   | „So Called Friend”                                               | Spiteri / McElhone                             | 3:46    |
| 9.   | „Everyday Now”                                                   | Spiteri / McElhone / McGovern                  | 4:19    |
| 10.  | „In Our Lifetime”                                                | Spiteri / McElhone                             | 4:06    |
| 11.  | „Halo”                                                           | Spiteri / McElhone                             | 4:09    |
| 12.  | „Guitar Song”                                                    | Spiteri / McElhone / Gainsbourg sample         | 3:56    |
| 13.  | „Prayer for You”                                                 | Spiteri / McElhone                             | 4:19    |
| 14.  | „When We Are Together”                                           | Spiteri / McElhone                             | 3:23    |
| 15.  | „Insane”                                                         | Spiteri / McElhone                             | 4:44    |
| 16.  | „Tired of Being Alone”                                           | Green                                          | 3:27    |
| 17.  | „Put Your Arms Around Me”                                        | Spiteri / McElhone / Stewart / Hodgens         | 4:32    |
| 18.  | „Say What You Want (All Day Every Day) (feat. Method Man & RZA)” | Spiteri / McElhone / Smith / Diggs             | 4:39    |

| CD 2 | CD 2                                                           | CD 2    |
| Nr   | Tytuł utworu                                                   | Długość |
| ---- | -------------------------------------------------------------- | ------- |
| 1.   | „Say What You Want (Rae & Christian Mix)”                      | 4:54    |
| 2.   | „Summer Son (Giorgio Moroder Mix)”                             | 5:14    |
| 3.   | „Black Eyed Boy (Trailermen Black Eyed Disco Mix)”             | 8:34    |
| 4.   | „In Our Lifetime (Jules’ Disco Trip Mix)”                      | 6:28    |
| 5.   | „In Demand (Sunship Mix)”                                      | 5:23    |
| 6.   | „Put Your Arms Around Me (Weatherall’s Electric For Bird Mix)” | 5:29    |
| 7.   | „I Don’t Want A Lover (Video)”                                 |         |
| 8.   | „Halo (Video)”                                                 |         |
| 9.   | „In Demand (Video)”                                            |         |

### Deluxe Sound + Vision
| CD 1 | CD 1                                                             | CD 1                                           | CD 1    |
| Nr   | Tytuł utworu                                                     | Autorzy                                        | Długość |
| ---- | ---------------------------------------------------------------- | ---------------------------------------------- | ------- |
| 1.   | „I Don’t Want a Lover”                                           | Spiteri / McElhone                             | 5:02    |
| 2.   | „In Demand”                                                      | Spiteri / McElhone / Austin                    | 4:25    |
| 3.   | „Say What You Want”                                              | Spiteri / McElhone                             | 3:51    |
| 4.   | „Summer Son”                                                     | Spiteri / McElhone / Campbell / Hodgens        | 4:04    |
| 5.   | „Inner Smile”                                                    | Spiteri / McElhone / Alexander / Nowels        | 3:52    |
| 6.   | „So in Love with You”                                            | Spiteri / McElhone                             | 4:19    |
| 7.   | „Black Eyed Boy”                                                 | Spiteri / McElhone / Campbell / Hodgens / Hynd | 3:17    |
| 8.   | „So Called Friend”                                               | Spiteri / McElhone                             | 3:46    |
| 9.   | „Everyday Now”                                                   | Spiteri / McElhone / McGovern                  | 4:19    |
| 10.  | „In Our Lifetime”                                                | Spiteri / McElhone                             | 4:06    |
| 11.  | „Halo”                                                           | Spiteri / McElhone                             | 4:09    |
| 12.  | „Guitar Song”                                                    | Spiteri / McElhone / Gainsbourg sample         | 3:56    |
| 13.  | „Prayer for You”                                                 | Spiteri / McElhone                             | 4:19    |
| 14.  | „When We Are Together”                                           | Spiteri / McElhone                             | 3:23    |
| 15.  | „Insane”                                                         | Spiteri / McElhone                             | 4:44    |
| 16.  | „Tired of Being Alone”                                           | Green                                          | 3:27    |
| 17.  | „Put Your Arms Around Me”                                        | Spiteri / McElhone / Stewart / Hodgens         | 4:32    |
| 18.  | „Say What You Want (All Day Every Day) (feat. Method Man & RZA)” | Spiteri / McElhone / Smith / Diggs             | 4:39    |

| CD 2 | CD 2                                                           | CD 2    |
| Nr   | Tytuł utworu                                                   | Długość |
| ---- | -------------------------------------------------------------- | ------- |
| 1.   | „Say What You Want (Rae & Christian Mix)”                      | 4:54    |
| 2.   | „Summer Son (Giorgio Moroder Mix)”                             | 5:14    |
| 3.   | „Black Eyed Boy (Trailermen Black Eyed Disco Mix)”             | 8:34    |
| 4.   | „In Our Lifetime (Jules’ Disco Trip Mix)”                      | 6:28    |
| 5.   | „In Demand (Sunship Mix)”                                      | 5:23    |
| 6.   | „Put Your Arms Around Me (Weatherall’s Electric For Bird Mix)” | 5:29    |
| 7.   | „Inner Smile (Rae & Christian Mix)”                            | 4:56    |
| 8.   | „So In Love With You (Youth Mix)”                              | 5:07    |
| 9.   | „I’ll See It Through (Roger Sanchez Mix)”                      | 5:15    |

| DVD (Texas Paris) | DVD (Texas Paris)      | DVD (Texas Paris) | DVD (Texas Paris) |
| Nr                | Tytuł utworu           |                   | Długość           |
| ----------------- | ---------------------- | ----------------- | ----------------- |
| 1.                | „In Demand”            |                   |                   |
| 2.                | „Black Eyed Boy”       |                   |                   |
| 3.                | „Halo”                 |                   |                   |
| 4.                | „In Our Liftime”       |                   |                   |
| 5.                | „Tired of Being Alone” |                   |                   |
| 6.                | „So In Love With You”  |                   |                   |
| 7.                | „Prayer For You”       |                   |                   |
| 8.                | „I Don’t Want a Lover” |                   |                   |
| 9.                | „When We Are Together” |                   |                   |
| 10.               | „Summer Son”           |                   |                   |
| 11.               | „Inner Smile”          |                   |                   |
| 12.               | „Say What You Want”    |                   |                   |
| 13.               | „In Demand”            | Paryż, Bercy      |                   |
| 14.               | „Black Eyed Boy”       | Paryż, Bercy      |                   |
| 15.               | „Halo”                 | Paryż, Bercy      |                   |
| 16.               | „In Our Liftime”       | Paryż, Bercy      |                   |
| 17.               | „Guitar Song”          | Paryż, Bercy      |                   |
| 18.               | „Insane”               | Paryż, Bercy      |                   |
| 19.               | „Tired of Being Alone” | Paryż, Bercy      |                   |
| 20.               | „So In Love With You”  | Paryż, Bercy      |                   |
| 21.               | „Prayer For You”       | Paryż, Bercy      |                   |
| 22.               | „I Don’t Want a Lover” | Paryż, Bercy      |                   |
| 23.               | „When We Are Together” | Paryż, Bercy      |                   |
| 24.               | „Summer Son”           | Paryż, Bercy      |                   |
| 25.               | „Inner Smile”          | Paryż, Bercy      |                   |
| 26.               | „Suspicious Minds”     | Paryż, Bercy      |                   |
| 27.               | „Say What You Want”    | Paryż, Bercy      |                   |

zawiera bonusowe nagranie akustycznej wersji Summer Son w Brixton Academy, luty 2001 oraz wywiad z Sharleen.

### wersja Europe ( reedycja 2001 )
| Nr  | Tytuł utworu                                                     | Autorzy                                        | Długość |
| --- | ---------------------------------------------------------------- | ---------------------------------------------- | ------- |
| 1.  | „I Don’t Want a Lover”                                           | Spiteri / McElhone                             | 5:02    |
| 2.  | „In Demand”                                                      | Spiteri / McElhone / Austin                    | 4:25    |
| 3.  | „Say What You Want”                                              | Spiteri / McElhone                             | 3:51    |
| 4.  | „Summer Son”                                                     | Spiteri / McElhone / Campbell / Hodgens        | 4:04    |
| 5.  | „Inner Smile”                                                    | Spiteri / McElhone / Alexander / Nowels        | 3:52    |
| 6.  | „So in Love with You”                                            | Spiteri / McElhone                             | 4:19    |
| 7.  | „Black Eyed Boy”                                                 | Spiteri / McElhone / Campbell / Hodgens / Hynd | 3:17    |
| 8.  | „So Called Friend”                                               | Spiteri / McElhone                             | 3:46    |
| 9.  | „Everyday Now”                                                   | Spiteri / McElhone / McGovern                  | 4:19    |
| 10. | „In Our Lifetime”                                                | Spiteri / McElhone                             | 4:06    |
| 11. | „Halo”                                                           | Spiteri / McElhone                             | 4:09    |
| 12. | „Guitar Song”                                                    | Spiteri / McElhone / Gainsbourg sample         | 3:56    |
| 13. | „Prayer for You”                                                 | Spiteri / McElhone                             | 4:19    |
| 14. | „When We Are Together”                                           | Spiteri / McElhone                             | 3:23    |
| 15. | „Put Your Arms Around Me”                                        | Spiteri / McElhone / Stewart / Hodgens         | 4:32    |
| 16. | „Say What You Want (All Day Every Day) (feat. Method Man & RZA)” | Spiteri / McElhone                             | 4:39    |
| 17. | „I Don’t Want A Lover (2001 Mix)”                                | Spiteri / McElhone                             | 4:15    |

## Miejsca na listach przebojów
| Lista                                     | Pozycja |
| ----------------------------------------- | ------- |
| UK (Official Charts Company)              | 1       |
| Francja (SNEP)                            | 190     |
| Niemcy (Offizielle Top 100)               | 11      |
| Holandia (Album Top 100)                  | 16      |
| Nowa Zelandia (RIANZ)                     | 40      |
| Szwecja (Sverigetopplistan)               | 8       |
| Szwajcaria (Schweizer Hitparade)          | 6       |
| Austria (Ö3 Austria Top 40 Longplay)      | 7       |
| Belgia (Ultratop 50 Albums)               | 2       |
| Finlandia (Suomen virallinen albumilista) | 16      |
| Norwegia (VG–lista Topp 40 Album)         | 5       |
| Dania (Hitlisten)                         | 6       |
| Włochy (FIMI)                             | 24      |
| Hiszpania (Promusicae)                    | 48      |

## Teledyski
| Tytuł                           | Reżyser        |
| ------------------------------- | -------------- |
| In Demand                       | Vaughan Arnell |
| Inner Smile                     | Vaughan Arnell |
| I Don’t Want a Lover (2001 mix) | Dick Caruthers |

## Twórcy
Źródło

### Skład podstawowy
- Sharleen Spiteri – śpiew, gitara, instrumenty klawiszowe, chórki
- Johnny McElhone – bass, instrumenty klawiszowe
- Ally McErlaine – gitara
- Eddie Campbell – instrumenty klawiszowe, chórki
- Tony McGovern – gitara

### Gościnnie
- Debra Killings – chórki (utwór 2)
- Rick Nowles – chórki (utwór 5), instrumenty klawiszowe (utwór 5)
- Robert Hodgens – chórki (utwór 4, 7, 14)
- Stuart Kerr – chórki (utwór 1, 8, 9), perkusja (utwór 1, 9, 13)
- The Tuff Session Agency – chórki (utwór 13, 16)
- Richard Hynd – perkusja (utwór 4, 6 – 8, 11, 14, 16)
- Tom Knight – perkusja (utwór 2)
- Chris Bolster – perkusja (utwór 8)
- Pete Locket – perkusja (utwór 6)
- Kenny Macdonald – dodatkowa perkusja (utwór 2)
- Dave Stewart – gitara (utwór 17)
- Giuliano Gizzi – gitara (utwór 1)
- Paul Smith – gitara (utwór 4)
- Tomi Martin – gitara (utwór 2)
- Graham Duffin – gitara solo (utwór 12)
- Alex Silva – instrumenty klawiszowe (utwór 17)
- Craig Armstrong – instrumenty klawiszowe (utwór 1,6)
- Dallas Austin – instrumenty klawiszowe (utwór 2)
- The RZA – instrumenty klawiszowe (utwór 18)
- Stevie Hilton – instrumenty klawiszowe (utwór 6)
- Terry Disley – instrumenty klawiszowe (utwór 17)
- Wix – instrumenty klawiszowe (utwór 1, 9, 13)
- Mark Feltman – harmonijka (utwór 1, 9)

### Personel
- Realizacja nagrań – Simon Vinestock (utwór 1, 9, 13), Kenny Macdonald (utwór 8, 14, 16)
- Manager muzyczny – GR Management
- Manager muzyczny (USA) – Tom Bennet
- Agencja – Emma Banks
- Miks – Mark "Spike" Stent (utwór 2, 4, 10), Texas (utwór 3), Ash Howes (utwór 5, 8, 9, 12, 13, 16), Andy Bradfield (utwór 6), Johnny Mac (utwór 7, 14)
- Miks (realizacja) – Kenny Macdonald (utwór 7), Ash Howes (utwór 17)
- Programming – Eddie Campbell (utwór 2 – 4, 7, 10 – 12, 14, 15, 17, 18), Jan Stan Kybert (utwór 4), Johnny McElhone (utwór 2 – 4, 7, 10 – 12, 14, 15, 17, 18), The RZA (utwór 18), Richard Hynd (utwór 3, 4, 7, 10, 11, 14, 15, 17), Rick Sheppard (utwór 2), Sharleen Spiteri (utwór 2 – 4, 7, 10, 12, 15, 17)
- Programming (dodatkowo) – Paul Taylor (utwór 3), Kenny Macdonald (utwór 10), Alex Silva, Terry Disley (utwór 17)
- Aranżacja skrzypiec – Johnny McElhone, Eddie Campbell (utwór 14, 15), Martin Greene (utwór 15)
- Aranżacja orkiestry – Craig Armstrong (utwór 6), Johnny McElhone, Eddie Campbell, Martin Greene (utwór 11)
- Aranżacja chóru – Lawrence Johnson (utwór 13, 16)
- Dyrygent – Cecila Weston (utwór 6)
- Producent – Craig Armstrong (utwór 1, 6), Dallas Austin (utwór 2), Dave Stewart (utwór 17), Gregg Alexander (utwór 5), Johnny Mac (utwór 4 – 6, 10, 12, 14), Mike Hedges (utwór 11, 15), The RZA (utwór 18), Texas (utwór 3, 7, 8, 11, 15 – 17), Tim Palmer (utwór 1, 9, 13), Kenny Macdonald (utwór 16)
- Producent (dodatkowo) – Johnny Mac (utwór 7 – 9, 13, 18), The Boilerhouse Boys (utwór 3)
- Remix – Johnny Mac (utwór 18)
- Scratching – Mark One (utwór 14)
- Beats – Ben Chapman (utwór 4, 10)
- Zdjęcia – Juergen Teller
- Okładka – Steven Baillie